# Deutsche Ausrüstungswerke

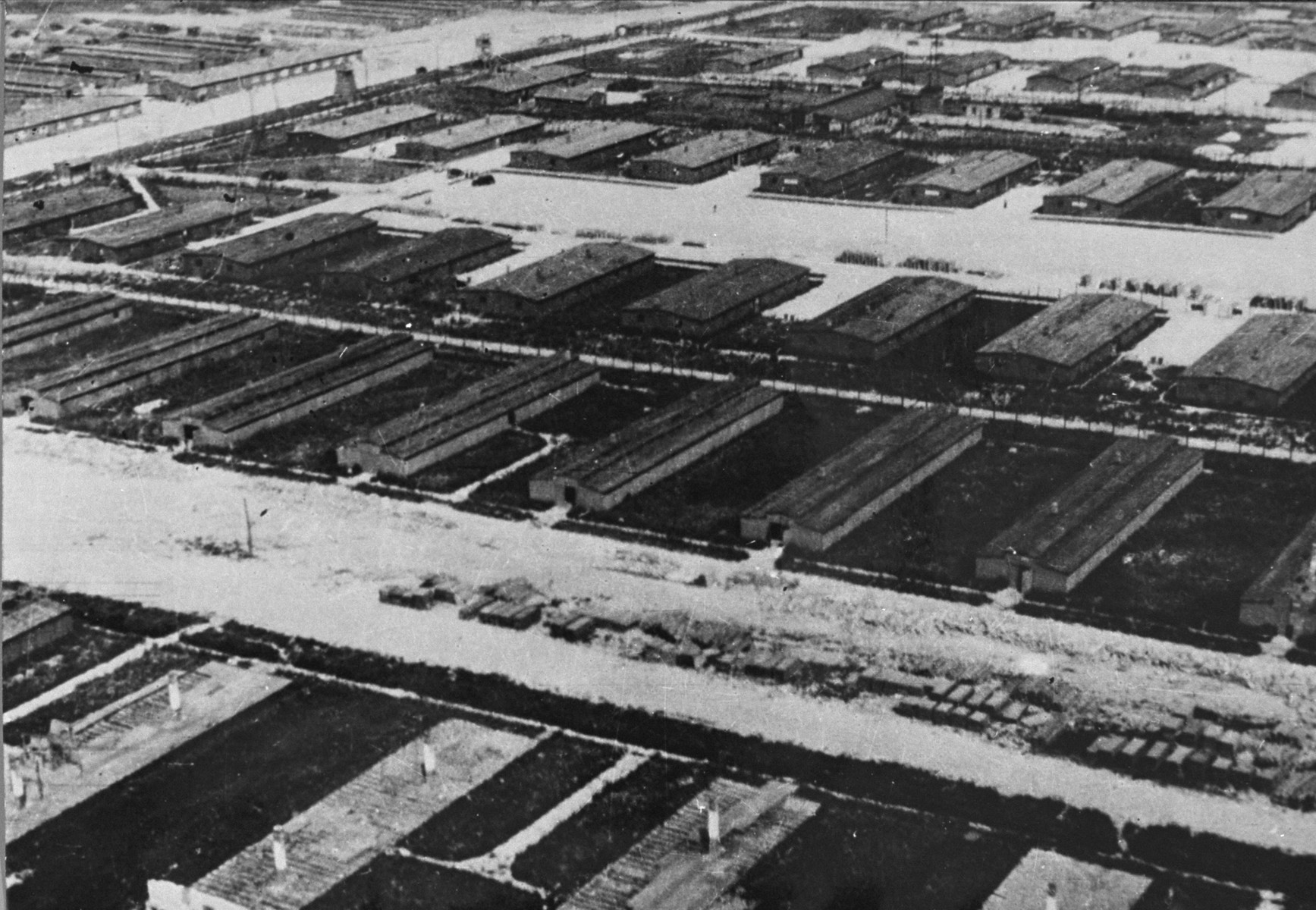
Photographie de reconnaissance du camp de Majdanek (24 juin 1944) montrant les usines et ateliers de la DAW où travaillaient les prisonniers du camp.

La Deutsche Ausrüstungswerke (DAW) est une entreprise sous-traitante allemande ayant son siège à Berlin pendant la Seconde Guerre mondiale.  
Elle était détenue et exploitée par la Schutzstaffel (SS) et consistait en un réseau d'usines réquisitionnées et d'ateliers de camps dans l'Europe occupée par l'Allemagne, exploitant le travail forcé par les prisonniers des camps de concentration nazis et les ghettos juifs de la Pologne occupée. DAW équipa l'armée allemande sur le front de l'Est en bottes, uniformes ou matériaux divers. Au plus fort de la guerre, elle fournissait du bois et du métal, et menait des travaux de reconstruction de lignes de chemin de fer et de trains de marchandises.